# جيم كاين
جيم كاين (بالإنجليزية: Jim Kane)‏ هو لاعب كرة قاعدة أمريكي، ولد في 27 نوفمبر 1881 في سكرانتون في الولايات المتحدة، وتوفي في 2 أكتوبر 1947 في أوماها في الولايات المتحدة.

## وصلات خارجية
- جيم كاين على موقعبيزبول رفرنس.كوم (الدوري الرئيسي) (الإنجليزية)
- جيم كاين على موقعبيزبول رفرنس.كوم (الدوري الثانوي) (الإنجليزية)